# Séries éliminatoires de la Coupe Stanley 1959
Année précédente Année suivante
Les séries éliminatoires de la Coupe Stanley 1959 font suite à la saison 1958-1959 de la Ligue nationale de hockey. Les Canadiens de Montréal remportent la Coupe Stanley en battant en finale les Maple Leafs de Toronto sur le score de 4 matchs à 1.

## Tableau récapitulatif
|  | Demi-finales                              | Demi-finales                           |          |   | Finale de la Coupe Stanley     | Finale de la Coupe Stanley     |
|  | Demi-finales                              | Demi-finales                           |          |   | Finale de la Coupe Stanley     | Finale de la Coupe Stanley     |
|  |                                           |                                        |          |   |                                |                                |
|  | 24, 26, 28, 31 mars, 2 et 4 avril 1959    | 24, 26, 28, 31 mars, 2 et 4 avril 1959 |          |   | 9, 11, 14, 16 et 18 avril 1959 | 9, 11, 14, 16 et 18 avril 1959 |
|  | 24, 26, 28, 31 mars, 2 et 4 avril 1959    | 24, 26, 28, 31 mars, 2 et 4 avril 1959 |          |   | 9, 11, 14, 16 et 18 avril 1959 | 9, 11, 14, 16 et 18 avril 1959 |
|  | Montréal                                  | 4                                      |          |   | 9, 11, 14, 16 et 18 avril 1959 | 9, 11, 14, 16 et 18 avril 1959 |
|  | Montréal                                  | 4                                      |          |   | 9, 11, 14, 16 et 18 avril 1959 | 9, 11, 14, 16 et 18 avril 1959 |
|  | Chicago                                   | 2                                      |          |   | 9, 11, 14, 16 et 18 avril 1959 | 9, 11, 14, 16 et 18 avril 1959 |
|  | Chicago                                   | 2                                      | Montréal | 4 |                                |                                |
|  | 24, 26, 28, 31 mars, 2, 4 et 7 avril 1959 |                                        | Montréal | 4 |                                |                                |
|  |                                           | Toronto                                | 1        |   |                                |                                |
|  | Boston                                    | Toronto                                | 1        | 3 |                                |                                |
|  | Boston                                    |                                        |          | 3 |                                |                                |
|  | Toronto                                   | 4                                      |          |   |                                |                                |
|  | Toronto                                   | 4                                      |          |   |                                |                                |

## Détails des séries

### Demi-finales

#### Montréal contre Chicago
| 24 mars | Canadiens de Montréal | 4-2 (1-1, 2-0, 1-1) | Black Hawks de Chicago | Forum de Montréal |

| Feuille de match | Feuille de match | Feuille de match        | Feuille de match                                                                        | Feuille de match                                      |
| ---------------- | --- | ----------------------- | --------------------------------------------------------------------------------------- | ----------------------------------------------------- |
|                  | Provost (Goyette, Pronovost) — 10 min 45 s - Richard (Turner, Backstrom) — 24 min 5 s Bonin (Béliveau, Geoffrion) — 39 min 23 s (SN) Bonin (Moore, Béliveau) — 42 min 4 s - | 1-0 1-1 2-1 3-1 4-1 4-2 | - Sloan (Litzenberger, Lindsay) — 16 min 34 s (SN) - Sloan (Litzenberger) — 43 min 26 s | Arbitrage : Eddie Powers George Hayes, Neil Armstrong |
| Plante           | Gardiens | Hall                    |                                                                                         | Arbitrage : Eddie Powers George Hayes, Neil Armstrong |
|                  | |                         |                                                                                         | Arbitrage : Eddie Powers George Hayes, Neil Armstrong |
| 42               | Tirs | 13                      |                                                                                         | Arbitrage : Eddie Powers George Hayes, Neil Armstrong |

| 26 mars | Canadiens de Montréal | 5-1 (3-1, 2-0, 0-0) | Black Hawks de Chicago | Forum de Montréal |

| Feuille de match | Feuille de match | Feuille de match        | Feuille de match                                   | Feuille de match                                      |
| ---------------- | --- | ----------------------- | -------------------------------------------------- | ----------------------------------------------------- |
|                  | Bonin (Harvey, Moore) — 5 min 56 s Geoffrion (Moore, Harvey) — 12 min 1 s (SN) Moore (Béliveau) — 12 min 48 s - Béliveau (Moore, Geoffrion) — 28 min 29 s (SN) Bonin (Béliveau, Johnson) — 37 min 6 s (SN) | 1-0 2-0 3-0 3-1 4-1 5-1 | - Nesterenko (Litzenberger) — 14 min 35 s (IN) - - | Arbitrage : Frank Udvari George Hayes, Neil Armstrong |
| Plante           | Gardiens | Hall                    |                                                    | Arbitrage : Frank Udvari George Hayes, Neil Armstrong |
|                  | |                         |                                                    | Arbitrage : Frank Udvari George Hayes, Neil Armstrong |
| 31               | Tirs | 19                      |                                                    | Arbitrage : Frank Udvari George Hayes, Neil Armstrong |

| 28 mars | Black Hawks de Chicago | 4-2 (2-0, 1-1, 1-1) | Canadiens de Montréal | Chicago Stadium |

| Feuille de match | Feuille de match | Feuille de match        | Feuille de match                                                | Feuille de match                               |
| ---------------- | --- | ----------------------- | --------------------------------------------------------------- | ---------------------------------------------- |
|                  | Arbour (Nesterenko, Hull) — 11 min 17 s Ferguson (Skov, Vasko) — 13 min 15 s - Litzenberger (Lindsay, Sloan) — 36 min 44 s - Skov (Ferguson) — 59 min 54 s | 1-0 2-0 2-1 3-1 3-2 4-2 | - Bonin (Moore) — 26 min 30 s - Richard (Bonin) — 48 min 48 s - | Arbitrage : Red Storey Art Skov, Bill Morrison |
| Hall             | Gardiens | Plante                  |                                                                 | Arbitrage : Red Storey Art Skov, Bill Morrison |
|                  | |                         |                                                                 | Arbitrage : Red Storey Art Skov, Bill Morrison |
| 27               | Tirs | 38                      |                                                                 | Arbitrage : Red Storey Art Skov, Bill Morrison |

| 31 mars | Black Hawks de Chicago | 3-1 (1-1, 0-0, 2-0) | Canadiens de Montréal | Chicago Stadium |

| Feuille de match | Feuille de match | Feuille de match | Feuille de match                                 | Feuille de match                                 |
| ---------------- | --- | ---------------- | ------------------------------------------------ | ------------------------------------------------ |
|                  | - Hull (Wharram, Nesterenko) — 10 min 33 s (SN) Ferguson (Balfour, St-Laurent) — 53 min 26 s Skov (Balfour) — 59 min 49 s | 0-1 1-1 2-1 3-1  | Bonin (Backstrom, Richard) — 4 min 23 s (SN) - - | Arbitrage : Eddie Powers Art Skov, Bill Morrison |
| Hall             | Gardiens | Plante           |                                                  | Arbitrage : Eddie Powers Art Skov, Bill Morrison |
|                  | |                  |                                                  | Arbitrage : Eddie Powers Art Skov, Bill Morrison |
| 21               | Tirs | 31               |                                                  | Arbitrage : Eddie Powers Art Skov, Bill Morrison |

| 2 avril | Canadiens de Montréal | 4-2 (4-0, 0-1, 0-1) | Black Hawks de Chicago | Forum de Montréal |

| Feuille de match | Feuille de match | Feuille de match        | Feuille de match                                                                        | Feuille de match                                     |
| ---------------- | --- | ----------------------- | --------------------------------------------------------------------------------------- | ---------------------------------------------------- |
|                  | Pronovost (Harvey) — 1 min 43 s (SN) Bonin (Moore, Harvey) — 10 min 48 s (SN) Provost (Harvey, Moore) — 14 min 30 s Geoffrion (Richard, Moore) — 16 min 38 s (SN) - - | 1-0 2-0 3-0 4-0 4-1 4-2 | - Sloan (Pilote, Litzenberger) — 23 min (SN) Nesterenko (Wharram, Pilote) — 45 min 11 s | Arbitrage : Frank Udvari George Hayes, Rodger Strong |
| Plante           | Gardiens | Hall                    |                                                                                         | Arbitrage : Frank Udvari George Hayes, Rodger Strong |
|                  | |                         |                                                                                         | Arbitrage : Frank Udvari George Hayes, Rodger Strong |
| 33               | Tirs | 26                      |                                                                                         | Arbitrage : Frank Udvari George Hayes, Rodger Strong |

| 4 avril | Black Hawks de Chicago | 4-5 (1-1, 1-2, 2-2) | Canadiens de Montréal | Chicago Stadium |

| Feuille de match | Feuille de match | Feuille de match                    | Feuille de match | Feuille de match |
| ---------------- | --- | ----------------------------------- | --- | ---------------- |
|                  | - Lindsay (Litzenberger, Sloan) — 13 min 5 s (SN) Litzenberger (Sloan) — 25 min 52 s - Litzenberger (Lindsay, Sloan) — 43 min 24 s (SN) - Lindsay (Litzenberger, Sloan) — 54 min 2 s - | 0-1 1-1 2-1 2-2 2-3 3-3 3-4 4-4 4-5 | Harvey (Moore, Geoffrion) — 2 min 20 s - Moore (Bonin, Johnson) — 29 min 9 s (SN) Provost — 30 min 32 s (IN) - Moore (Bonin, Richard) — 53 min 18 s - Provost (Marshall, Goyette) — 58 min 52 s |                  |
| Hall             | Gardiens | Plante                              | |                  |
|                  | |                                     | |                  |
| 29               | Tirs | 32                                  | |                  |

#### Boston contre Toronto
| 24 mars | Bruins de Boston | 5-1 (1-0, 3-1, 1-0) | Maple Leafs de Toronto | Boston Garden |

| Feuille de match | Feuille de match | Feuille de match        | Feuille de match                              | Feuille de match                               |
| ---------------- | --- | ----------------------- | --------------------------------------------- | ---------------------------------------------- |
|                  | Toppazzini (McKenney, MacKell) — 7 min 15 s - Labine (McKenney, B. Armstrong) — 30 min 53 s Stasiuk (Horvath, Bucyk) — 31 min 53 s Leach (Toppazzini) — 38 min 45 s (IN) McKenney (MacKell, Mohns) — 46 min 18 s | 1-0 1-1 2-1 3-1 4-1 5-1 | - Ehman (Regan, Brewer) — 26 min 7 s (SN) - - | Arbitrage : Red Storey Bill Morrison, Art Skov |
| Lumley           | Gardiens | Bower                   |                                               | Arbitrage : Red Storey Bill Morrison, Art Skov |
|                  | |                         |                                               | Arbitrage : Red Storey Bill Morrison, Art Skov |
| 24               | Tirs | 32                      |                                               | Arbitrage : Red Storey Bill Morrison, Art Skov |

| 26 mars | Bruins de Boston | 4-2 (2-1, 0-1, 2-0) | Maple Leafs de Toronto | Boston Garden |

| Feuille de match | Feuille de match | Feuille de match        | Feuille de match                                                           | Feuille de match                                 |
| ---------------- | --- | ----------------------- | -------------------------------------------------------------------------- | ------------------------------------------------ |
|                  | MacKell (McKenney, Boivin) — 10 min MacKell (McKenney, Hillman) — 12 min 14 s (SN) - Gendron (Leach, Labine) — 55 min 59 s Labine (B. Armstrong) — 59 min 15 s | 1-0 2-0 2-1 2-2 3-2 4-2 | - Duff (Pulford, Stanley) — 15 min 45 s Stewart (Pulford) — 28 min 9 s - - | Arbitrage : Eddie Powers Bill Morrison, Art Skov |
| Lumley           | Gardiens | Bower                   |                                                                            | Arbitrage : Eddie Powers Bill Morrison, Art Skov |
|                  | |                         |                                                                            | Arbitrage : Eddie Powers Bill Morrison, Art Skov |
| 24               | Tirs | 34                      |                                                                            | Arbitrage : Eddie Powers Bill Morrison, Art Skov |

| 28 mars | Maple Leafs de Toronto | 3-2 (pr) (1-1, 0-1, 1-1, 0-0) | Bruins de Boston | Maple Leaf Gardens |

| Feuille de match | Feuille de match                                                                                               | Feuille de match    | Feuille de match                                                                       | Feuille de match                                     |
| ---------------- | --- | ------------------- | -------------------------------------------------------------------------------------- | ---------------------------------------------------- |
|                  | - Pulford (Stewart) — 16 min 21 s - Ehman (Horton, Harris) — 57 min 8 s Ehman (Harris, Mahovlich) — 65 min 2 s | 0-1 1-1 1-2 2-2 3-2 | Stasiuk (Mohns, Bucyk) — 2 min 43 s (SN) - Stasiuk (Bucyk, Morrison) — 37 min 34 s - - | Arbitrage : Frank Udvari Rodger Strong, George Hayes |
| Bower            | Gardiens | Lumley              |                                                                                        | Arbitrage : Frank Udvari Rodger Strong, George Hayes |
|                  | |                     |                                                                                        | Arbitrage : Frank Udvari Rodger Strong, George Hayes |
| 29               | Tirs | 35                  |                                                                                        | Arbitrage : Frank Udvari Rodger Strong, George Hayes |

| 31 mars | Maple Leafs de Toronto | 3-2 (pr) (1-0, 0-0, 1-2, 1-0) | Bruins de Boston | Maple Leaf Gardens |

| Feuille de match | Feuille de match                                                                                               | Feuille de match    | Feuille de match                                                                          | Feuille de match                                   |
| ---------------- | --- | ------------------- | ----------------------------------------------------------------------------------------- | -------------------------------------------------- |
|                  | Ehman (Mahovlich) — 6 min 58 s - Cullen (Duff) — 42 min 46 s - Mahovlich (Brewer, Olmstead) — 71 min 21 s (SN) | 1-0 1-1 2-1 2-2 3-2 | - Toppazzini (Morrison, McKenney) — 42 min 2 s - Horvath (Stasiuk, Bucyk) — 47 min 20 s - | Arbitrage : Red Storey Rodger Strong, George Hayes |
| Bower            | Gardiens | Lumley              |                                                                                           | Arbitrage : Red Storey Rodger Strong, George Hayes |
|                  | |                     |                                                                                           | Arbitrage : Red Storey Rodger Strong, George Hayes |
| 38               | Tirs | 36                  |                                                                                           | Arbitrage : Red Storey Rodger Strong, George Hayes |

| 2 avril | Bruins de Boston | 1-4 (0-1, 0-1, 1-2) | Maple Leafs de Toronto | Boston Garden |

| Feuille de match | Feuille de match                               | Feuille de match    | Feuille de match | Feuille de match                                       |
| ---------------- | ---------------------------------------------- | ------------------- | --- | ------------------------------------------------------ |
|                  | - Toppazzini (Morrison, MacKell) — 51 min 25 s | 0-1 0-2 0-3 0-4 1-4 | Olmstead (Mahovlich, G. Armstrong) — 9 min 26 s (SN) Duff — 26 min 27 s Mahovlich (Ehman) — 40 min 19 s Pulford — 49 min 2 s (IN) - | Arbitrage : Eddie Powers Bill Morrison, Neil Armstrong |
| Lumley           | Gardiens                                       | Bower               | | Arbitrage : Eddie Powers Bill Morrison, Neil Armstrong |
|                  |                                                |                     | | Arbitrage : Eddie Powers Bill Morrison, Neil Armstrong |
| 32               | Tirs                                           | 22                  | | Arbitrage : Eddie Powers Bill Morrison, Neil Armstrong |

| 4 avril | Maple Leafs de Toronto | 4-5 (1-2, 1-2, 2-1) | Bruins de Boston | Maple Leaf Gardens |

| Feuille de match | Feuille de match | Feuille de match                    | Feuille de match | Feuille de match |
| ---------------- | --- | ----------------------------------- | --- | ---------------- |
|                  | - Olmstead (Brewer, G. Armstrong) — 15 min 13 s (SN) Mahovlich (Harris, Ehman) — 23 min 50 s - Ehman (Harris, Horton) — 42 min 55 s Mahovlich (Stewart, Stanley) — 47 min 37 s (IN) - | 0-1 0-2 1-2 2-2 2-3 2-4 3-4 4-4 4-5 | Toppazzini (MacKell, Morrison) — 7 min 28 s (SN) McKenney (Toppazzini, MacKell) — 9 min 24 s - Bucyk (Horvath, Morrison) — 29 min 57 s Bucyk (Horvath) — 37 min 19 s - Horvath (Stasiuk, Boivin) — 52 min 56 s |                  |
| Bower            | Gardiens | Lumley                              | |                  |
|                  | |                                     | |                  |
| 31               | Tirs | 26                                  | |                  |

| 7 avril | Bruins de Boston | 2-3 (1-1, 1-0, 0-2) | Maple Leafs de Toronto | Boston Garden |

| Feuille de match | Feuille de match                                                | Feuille de match    | Feuille de match                                                                                         | Feuille de match                                     |
| ---------------- | --------------------------------------------------------------- | ------------------- | --- | ---------------------------------------------------- |
|                  | Stasiuk (Morrison) — 1 min 11 s (SN) - Boivin — 34 min 39 s - - | 1-0 1-1 2-1 2-2 2-3 | - Regan (Harris, Duff) — 5 min 33 s (SN) - Pulford — 48 min 36 s Ehman (Mahovlich, Brewer) — 57 min 27 s | Arbitrage : Eddie Powers Bill Morrison, George Hayes |
| Lumley           | Gardiens                                                        | Bower               | | Arbitrage : Eddie Powers Bill Morrison, George Hayes |
|                  |                                                                 |                     | | Arbitrage : Eddie Powers Bill Morrison, George Hayes |
| 23               | Tirs                                                            | 26                  | | Arbitrage : Eddie Powers Bill Morrison, George Hayes |

### Finale
| 9 avril | Canadiens de Montréal | 5-3 (2-2, 1-1, 2-0) | Maple Leafs de Toronto | Forum de Montréal |

| Feuille de match | Feuille de match | Feuille de match                | Feuille de match                                                                                     | Feuille de match                                      |
| ---------------- | --- | ------------------------------- | --- | ----------------------------------------------------- |
|                  | Richard (Moore, Talbot) — 36 s - Backstrom (Provost) — 15 min 41 s Pronovost (Goyette, Provost) — 36 min 28 s - Bonin (Richard, Harvey) — 51 min 59 s Moore (Bonin, Richard) — 55 min 2 s (SN) | 1-0 1-1 1-2 2-2 3-2 3-3 4-3 5-3 | - Duff — 4 min 53 s (IN) Harris (Horton) — 6 min 24 s - Stewart (Brewer, Olmstead) — 38 min 26 s - - | Arbitrage : Eddie Powers Bill Morrison, George Harris |
| Plante           | Gardiens | Bower                           | | Arbitrage : Eddie Powers Bill Morrison, George Harris |
|                  | |                                 | | Arbitrage : Eddie Powers Bill Morrison, George Harris |
| 31               | Tirs | 24                              | | Arbitrage : Eddie Powers Bill Morrison, George Harris |

| 11 avril | Canadiens de Montréal | 3-1 (1-0, 0-1, 2-0) | Maple Leafs de Toronto | Forum de Montréal |

| Feuille de match | Feuille de match                                                                                              | Feuille de match | Feuille de match                                | Feuille de match                                |
| ---------------- | --- | ---------------- | ----------------------------------------------- | ----------------------------------------------- |
|                  | Johnson (Richard, Moore) — 5 min 12 s - Provost (Harvey) — 55 min 2 s Provost (Goyette, Harvey) — 58 min 33 s | 1-0 1-1 2-1 3-1  | - Stewart (Olmstead, Pulford) — 31 min 41 s - - | Arbitrage : Frank Udvari George Hayes, Art Skov |
| Plante           | Gardiens | Bower            |                                                 | Arbitrage : Frank Udvari George Hayes, Art Skov |
|                  | |                  |                                                 | Arbitrage : Frank Udvari George Hayes, Art Skov |
| 41               | Tirs | 29               |                                                 | Arbitrage : Frank Udvari George Hayes, Art Skov |

| 14 avril | Maple Leafs de Toronto | 3-2 (pr) (1-1, 1-0, 0-1, 1-0) | Canadiens de Montréal | Maple Leaf Gardens |

| Feuille de match | Feuille de match | Feuille de match    | Feuille de match                                                                          | Feuille de match                                 |
| ---------------- | --- | ------------------- | ----------------------------------------------------------------------------------------- | ------------------------------------------------ |
|                  | Harris (Mahovlich, Stanley) — 16 min 29 s - Olmstead (Stewart, Pulford) — 37 min 11 s - Duff (G. Armstrong) — 70 min 6 s | 1-0 1-1 2-1 2-2 3-2 | - Bonin (Geoffrion, Harvey) — 17 min 31 s (SN) - Moore (Turner, Marshall) — 41 min 30 s - | Arbitrage : Eddie Powers Bill Morrison, Art Skov |
| Bower            | Gardiens | Plante              |                                                                                           | Arbitrage : Eddie Powers Bill Morrison, Art Skov |
|                  | |                     |                                                                                           | Arbitrage : Eddie Powers Bill Morrison, Art Skov |
| 25               | Tirs | 31                  |                                                                                           | Arbitrage : Eddie Powers Bill Morrison, Art Skov |

| 16 avril | Maple Leafs de Toronto | 2-3 (0-0, 0-0, 2-3) | Canadiens de Montréal | Maple Leaf Gardens |

| Feuille de match | Feuille de match                                                     | Feuille de match    | Feuille de match | Feuille de match                                     |
| ---------------- | -------------------------------------------------------------------- | ------------------- | --- | ---------------------------------------------------- |
|                  | Harris (Ehman, Duff) — 43 min 45 s - Mahovlich (Ehman) — 58 min 36 s | 1-0 1-1 1-2 1-3 2-3 | - McDonald (Backstrom, Geoffrion) — 49 min 54 s Backstrom (McDonald, Geoffrion) — 53 min 1 s Geoffrion (Richard, Bonin) — 55 min 56 s - | Arbitrage : Frank Udvari Bill Morrison, George Hayes |
| Bower            | Gardiens                                                             | Plante              | | Arbitrage : Frank Udvari Bill Morrison, George Hayes |
|                  |                                                                      |                     | | Arbitrage : Frank Udvari Bill Morrison, George Hayes |
| 28               | Tirs                                                                 | 29                  | | Arbitrage : Frank Udvari Bill Morrison, George Hayes |

| 18 avril | Canadiens de Montréal | 5-3 (3-0, 2-1, 0-2) | Maple Leafs de Toronto | Forum de Montréal |

| Feuille de match | Feuille de match | Feuille de match                | Feuille de match | Feuille de match                                 |
| ---------------- | --- | ------------------------------- | --- | ------------------------------------------------ |
|                  | Backstrom (Geoffrion, Moore) — 4 min 13 s (SN) Geoffrion (Backstrom, Harvey) — 12 min 42 s Johnson (Backstrom) — 16 min 26 s - Bonin (Richard, Harvey) — 29 min 55 s Geoffrion (Backstrom, Johnson) — 39 min 25 s (SN) - - | 1-0 2-0 3-0 3-1 4-1 5-1 5-2 5-3 | - Pulford (G. Armstrong, Brewer) — 24 min 27 s (SN) - Mahovlich (Harris, Ehman) — 52 min 7 s Olmstead (Ehman) — 56 min 19 s | Arbitrage : Eddie Powers Bill Morrison, Art Skov |
| Plante           | Gardiens | Bower                           | | Arbitrage : Eddie Powers Bill Morrison, Art Skov |
|                  | |                                 | | Arbitrage : Eddie Powers Bill Morrison, Art Skov |
| 37               | Tirs | 33                              | | Arbitrage : Eddie Powers Bill Morrison, Art Skov |